# Charles Rackoff
Charles Weill Rackoff (* 26. November 1948 in New York City) ist ein US-amerikanischer Informatiker und Kryptograph.
Rackoff studierte am Massachusetts Institute of Technology, wo er 1974 bei Albert Ronald da Silva Meyer promoviert wurde (The Computational Complexity of Some Logical Theories). Als Post-Doc war er am INRIA in Paris. Er ist Professor an der University of Toronto, wo er seit 1974 ist.
Rackoff beschäftigte sich mit Komplexitätstheorie. Mit Silvio Micali und Shafi Goldwasser führte er 1982 Interaktive Beweissysteme und Zero-Knowledge-Beweise ein, wofür die drei 1993 den ersten Gödel-Preis erhielten.

## Schriften
- mit Shafi Goldwasser, Silvio Micali: The knowledge complexity of interactive proof systems. SIAM Journal on Computing, Band 18, 1989, S. 186–208 und STOC (ACM Symposium on the theory of computing) 1985 (Preprints der Arbeit sollen schon 1982 zirkuliert haben)
- mit D. Simon: Non-interactive zero-knowledge proof of knowledge and the chosen cipertext attack. In Proc. of Crypto 91, Seite 433–444.
- mit D. Simon: Cryptographic defense against traffic analysis. In Proc. of the 25th ACM Symp. on Theory of Computing, Mai 1993, Seite 672–681.